# Street stunts
El Street Stunts es un tipo de actividad extrema, practicada por los llamados street stunters, o stunters. Street Stunts se caracteriza por sus elegantes y extremos movimientos, característicos de la gimnasia, por lo que se le denomina gimnasia urbana; sin embargo, también contiene características de otras disciplinas como: artes marciales y Breakdance.
En Rusia, al Street Stunt se le conoce como Acro-Street.
Esta disciplina es característica por la implementación de movimientos que llevan al extremo las habilidades físicas humanas. Tales como Handstands (equilibrio, o parada de manos), Flips (mejor conocidos como Mortales) y Barhold (o bandera), que son muy comúnmente mezclados con movimientos similares a los que se pueden ver en otras disciplinas como el Parkour. Tales movimientos son generalmente llevados a cabo en la arquitectura urbana.
La mala fama del Street Stunts proviene de que sus técnicas emplean movimientos peligrosos, que ponen en riesgo a sus practicantes; no obstante, eso solo depende de la habilidad que tenga el individuo, su confianza y destreza.

## Movimientos
- BackFlip: Mortal hacia atrás con o sin altura. Se puede realizar "Carpado" (juntando las piernas por delante hacia el cuerpo) o "Planchado" (hechando la cabeza hacia atrás mientras realizamos el mortal y curvando el cuerpo en el aire).
  - Doble BackFlip: Doble mortal hacia atrás en el mismo salto. Se encadenan dos Backflips.
- FrontFlip: Mortal hacia adelante con o sin altura. Normalmente se suele realizar agrupándose en el aire en posición de "bola" para así girar con más rapidez. Se puede realizar "Carpado".
  - Doble FrontFlip: Doble mortal hacia alante (se suele hacer abriendo las piernas para no chocar las rodillas con la cara)
- SideFlip: Conocido como Lateral. Mortal lateral con o sin altura, en el cual se salta con los dos pies inclinando el cuerpo hacia un lado para girar mientras nos agrupamos cogiéndonos las piernas en el aire.
- DoubleLeg: También conocido como "Arcoíris" o "Japonés". Es un SideFlip en el que giramos con las piernas rectas formando en el aire una especie de "L" con todo el cuerpo.
- Chutado a  BackFlip:    Es un Backflip que se hace chutando (lanzando una patada al aire) y añadiendo le mortal hacia atrás.

### Flips de pared
- WallSpin: En parkour también conocido como "360". Se trata de hacer un giro de 360° verticalmente sobre una pared usando solo las manos.
  - Corner WallSpin: Igual que un WallSpin salvo que hacemos un tic-tac antes de saltar y hacer el giro.
  - Reverse WallSpin: Realizamos un WallSpin, solo que en vez de hacerlo de cara, lo realizaremos de espaldas al apoyo.
- Down Monkey WallSpin: Empezamos haciendo un WallSpin, pero cuando nos encontremos en el aire bocabajo, realizaremos un gato en el apoyo para acabar de espaldas a la pared.
- Down Monkey WallFlip: Un Flic-Flac en la pared. Es decir, realizamos un BackFlip con una pared atrás, y en medio del salto apoyamos las manos en la pared para hacer un gato en ella.
- Palmflip: También conocido como "HandFlip" o "YauFlip". Realizamos un gato en la pared hacia arriba y, en el aire, acabamos con un Backflip.
- Rayden: Parecido a la ejecución de una Paloma salvo que en la pared. Apoyamos las manos y parte de la espalda en el apoyo, colocando la cabeza boca abajo, nos impulsamos hacia el lado opuesto a la pared realizando un Frontflip.
- Kick Flip: Backflip usando una pared. Realizamos un impulso con uno o dos pies en un apoyo y aprovechamos el impuso hacia atrás para realizar un Backflip. Se puede realizar a un pie, a dos o a tres; y usando un solo pie, alternando los dos o con ambos a la vez.
  - Corner WallFlip: Igual que el anterior salvo que realizamos un Tic-Tac antes de saltar y hacer el WallFlip.
- WallFrontFlip: Frontflip usando una pared. Realizamos un impulso en la pared hacia atrás y hacemos en el aire un FrontFlip. Se puede hacer con un pie o con los dos a la vez.
- WallSideFlip: Un SideFlip usando de apoyo una pared. Pisamos sobre nuestro apoyo situados de lado a la pared y giramos el cuerpo hacia fuera realizando un SideFlip.
  - WallSideFlip Inward: Igual que el WallSideFlip salvo que en vez de girar el cuerpo hacia el lado contrario de la pared lo hacemos hacia ella, realizando un impulso hacia afuera para no dar en la pared. Se puede realizar a un pie o con los dos a la vez.
- Angel Drop: Cogidos en la posición de recepción de un salto de brazo, realizamos, apoyándonos en la pared, un BackFlip.
- Devil Drop: Igual que el anterior, salvo que en vez de realizar un Backflip, pegaremos impulso hacia atrás y haremos un Frontflip.
- Sideflip Drop: Igual que los anteriores pero realizando un Sideflip invertido.
- Plancha Back: Colocados en la recepción de un salto de brazo, se balancean los pies y la cadera con fuerza hacia atrás y con el impulso de ellos se realiza un "Monkey Gainer" invertido en el filo del muro.
- Trinity Flip: Algo parecido al WallSideFlip, pero a diferencia de éste, no corres de frente a la pared si no que corres de lado y efectúas un SideFlip después de dos paso, como Trinity en la película de Matrix.
- Kick Flip Walk Down: El movimiento se suele empezar realizando una Rondada hacia la pared, con una distancia considerable. Al caer la Rondada hacemos un Backflip de espaldas a la pared, y en vez de caer directamente en el suelo, caemos con los pies en la pared de forma que simulamos "andar" sobre ella para caer de pie en el suelo.

### Aerials
- Aerial: Es como una rondada sin manos, saltas con un pie y tiras de otro hacia atrás y caes con un pie mirando a donde venías.
- Barani: Frontflip 180 sin agruparnos, quedándonos en posición totalmente recta. Parecido a una Rondada sin manos, pero a pies juntos. (Se puede empezar a uno)
- Brandy: Lo mismo que el Barani solo que lanzándolo a una pierna y caer lo con las dos a la vez
- Webster: Frontflip, el cual lo lanzamos con un solo pie y caemos con uno y luego el otro.
- Árabe: Realizamos un SideFlip lanzándolo únicamente a un pie y agrupándonos en el aire.

### Invertidos
- BackFlip Inverted: Conocido únicamente como "Invertido". Es un BackFlip lanzado hacia adelante. Se suele realizar con altura de frente a la caída, aunque también se considera invertido si se realiza de suelo a suelo.
- FrontFlip Inverted: FrontFlip lanzado hacia atrás. Se suele realizar con altura de espaldas a la caída, para lanzarlo al lado contrario al borde de la altura.
- Gainer: Gainer lanzado hacia adelante en carrera. Es un Backflip Inverted, salvo que se realiza en carrera y se lanza con un pie.
- SideFlip Inverted: SideFlip lanzado hacia adentro pero desplazado hacia afuera. Es decir, en una altura, situada por ejemplo en la derecha, hacemos un SideFlip girando hacia la izquierda pero tirándolo hacia la derecha para caer en el vacío.
- Webster Inverted: También conocido como "Loser". Realizamos un Webster andando hacia atrás para realizar el Trick hacia atrás.
- FrontSideFlip: SideFlip lanzado hacia adelante.
- BackSideFlip: SideFlip lanzado hacia atrás.
- SideGainer: SideFlip chutado con un pie y lanzado hacia adelante.
- Monkey Gainer: Realizamos un gato el un obstáculo que tenga detrás caída, y mientras caemos realizamos un BackFlip invertido. El BackFlip se debe comenzar en cuanto se apoyan las manos en el obstáculo.

### Giros
- Butterfly Twist: Conocido como B-Twist. Es un único giro realizado horizontalmente sobre nuestro eje.
  - Doble Butterfly Twist: Un B-Twist, pero en vez de girar 360 grados, giraremos 720.
- FullTwist: También conocido como "Piru". Es un BackFlip girando 360 grados mientras realizamos el mortal.
  - Doble FullTwist: (Doble piru) Un BackFlip girando 720 grados. Igual que el FullTwist, salvo que realizamos un doble giro.
- FrontFlip 180: FrontFlip girando 180 grados en medio del salto.
- FrontFlip 360: FrontFlip girando 360 grados mientras realizamos el salto.
- Kick Flip 360: Realizamos un Wallflip y, en el aire, giramos 360 grados sobre nuestro propio eje.
  - Kick Flip 720: Igual que el anterior salvo que hacemos 720 grados (2 vueltas sobre nuestro eje).
  - Corner Kick Flip 360: Igual que el WallFlip 360 pero añadiendo un Tic-Tac antes del movimiento.
- Kick FrontFlip 180: Realizamos un WallFrontFlip y, en el aire, giramos 180 grados.
- DoubleLeg Twist: Comenzamos con un DoubleLeg y cuando tengamos las piernas completamente estiradas, realizamos un B-Twist y acabamos en posición de DoubleLeg de nuevo.
- SideFlip Twist: Igual que el DoubleLeg Twist, pero no realizando un SideFlip en vez de un DoubleLeg.
  - SideFlip DobleTwist: Como el SideFlip Twist, pero realizamos doble giro en vez de uno solo.
- Aerial Twist: Aerial girando 180 grados en el aire antes de caer.
- Doble Aerial Twist: Aerial girando 360 grados en el aire antes de caer.
- BackFlip 360 Inverted: Un BackFlip invertido, pero en el aire giramos 360 grados sobre nuestro eje.

### Otros
- Rueda lateral: También llamado "Rueda", o "Estrella".  Se sube una pierna lateralmente y apoyamos las manos, dando una vuelta hacia el lado usando las manos. Se cae con un pie y luego con otro.
- HandStand: Comúnmente conocido como "Pino". Ponemos el cuerpo verticalmente con los pies hacia arriba, apoyando únicamente las manos en el suelo.
- BarHold: Comúnmente conocido como "Bandera". Nos colocamos, ya sea verticalmente u horizontalmente en el aire sujetados solo con las manos en una barra vertical.
- Pasavallas Back Se hace un "Pasavallas" y en el aire un Backflip
- Monkey gainer Se hace un "Gato" en un muro y en el aire un Backflip
- Rondada: Sirve para comenzar a realizar un BackFlip o un Flic-Flac para acabar con un BackFlip. Parecido a la rueda lateral, pero se hace de frente y se acaba de espaldas, dando un giro de 180°. En street stunts se hace con salto y cayéndola a pies juntos, juntando éstos en mitad del aire e impulsándose con las manos hacia arriba.
- Flic-Flac: Sirve para encadenar mortales tras una rondada o tras un Backflip. Realizamos un BackFlip con las manos estiradas hacia atrás y, a la mitad del giro, cuando nuestra cabeza esté bocabajo, apoyamos las manos en el suelo para realizar una vuelta completamente rectos y volvernos a poner de pie. Se suelen encadenar más de uno para coger fuerza y velocidad en el mortal.
- Au-Bacardi: Rueda Lateral unida con un FrontFlip nada más finalizar.
  - Au-Bacardi Twist: Rueda Lateral unida con un FrontFlip 360 en cuanto caigamos.
- Grand MasterSwipe: Realizamos una Rueda Lateral y cuando caigamos lo unimos con un Aerial.

### Prefijos y sufijos de tricks
- Axe: Prefijo en los movimientos que realizamos subiendo la pierna de frente, y se baja con fuerza o con la pierna suspendida en el aire delante nuestra. Ej. Axe Aerial
- Reverse: Prefijo que indica que entramos con unos pasos hacia atrás. Ej. Reverse Webster
- Hyper: Prefijo que indica que caes con la pierna contraria a la habitual en ese trick, pasándote de giro. Ej. Hypercork.
- Switch: Sufijo que indica que retenemos la pierna que normalmente aterriza, y pasamos la otra para caer. No es seguir girando, como en los Hyper, es dejar una muerta, para que podamos ejercer fuerza en la otra y cambiar. Se aprecian fácilmente porque se ve un movimiento de "tijera". Ej. Aerial switch.
- Twist: Damos un giro en horizontal después de un trick. Ej. DoublelegTwist.